# Vuelta a España 1962
La Vuelta a España 1962, diciassettesima edizione della corsa, si è svolta in diciassette tappe, dal 27 aprile al 13 maggio 1962, per un percorso totale di 2806 km. La vittoria fu appannaggio del tedesco occidentale Rudi Altig, che completò il percorso in 78h35'27", precedendo lo spagnolo José Pérez Francés e l'irlandese Seamus Elliott.

## Tappe
| Tappa  | Data      | Percorso                                          | km   | Vincitore di tappa      | Leader cl. generale |
| ------ | --------- | ------------------------------------------------- | ---- | ----------------------- | ------------------- |
| 1ª     | 27 aprile | Barcellona > Barcellona                           | 90   | Antonio Barrutia        | Antonio Barrutia    |
| 2ª     | 28 aprile | Barcellona > Tortosa                              | 185  | Rudi Altig              | Rudi Altig          |
| 3ª     | 29 aprile | Tortosa > Valencia                                | 188  | Nino Defilippis         | Rudi Altig          |
| 4ª     | 30 aprile | Valencia > Benidorm                               | 141  | Seamus Elliott          | Seamus Elliott      |
| 5ª     | 1º maggio | Benidorm > Benidorm (cron. a squadre)             | 21   | Saint Raphaël-Helyett   | Seamus Elliott      |
| 6ª     | 2 maggio  | Benidorm > Cartagena                              | 152  | Jean Graczyk            | Seamus Elliott      |
| 7ª     | 3 maggio  | Murcia > Almería                                  | 223  | Rudi Altig              | Rudi Altig          |
| 8ª     | 4 maggio  | Almería > Malaga                                  | 220  | Jean-Claude Annaert     | Rudi Altig          |
| 9ª     | 5 maggio  | Malaga > Cordova                                  | 193  | Antonio Gómez del Moral | Seamus Elliott      |
| 10ª    | 6 maggio  | Valdepeñas > Madrid                               | 210  | Albertus Geldermans     | Seamus Elliott      |
| 11ª    | 7 maggio  | Madrid > Valladolid                               | 189  | Jean Stablinski         | Seamus Elliott      |
| 12ª    | 8 maggio  | Valladolid > Logroño                              | 232  | Ernesto Bono            | Seamus Elliott      |
| 13ª    | 9 maggio  | Logroño > Pamplona                                | 191  | Jean Graczyk            | Seamus Elliott      |
| 14ª    | 10 maggio | Pamplona > Bayonne (FRA)                          | 149  | Jean Graczyk            | Seamus Elliott      |
| 15ª    | 11 maggio | Bayonne (FRA) > San Sebastián (cron. individuale) | 82   | Rudi Altig              | Rudi Altig          |
| 16ª    | 12 maggio | San Sebastián > Vitoria                           | 177  | Jean Graczyk            | Rudi Altig          |
| 17ª    | 13 maggio | Vitoria > Bilbao                                  | 171  | José Segú               | Rudi Altig          |
| Totale | Totale    | Totale                                            | 2806 |                         |                     |

## Classifiche finali

### Classifica generale
| Pos. | Corridore           | Squadra               | Tempo     |
| ---- | ------------------- | --------------------- | --------- |
| 1    | Rudi Altig          | Saint Raphaël-Helyett | 78h35'27" |
| 2    | José Pérez Francés  | Ferrys                | a 7'14"   |
| 3    | Seamus Elliott      | Saint Raphaël-Helyett | a 7'17"   |
| 4    | Miguel Pacheco      | KAS                   | a 10'21"  |
| 5    | Francisco Gabica    | KAS                   | a 10'21"  |
| 6    | Jean Stablinski     | Saint Raphaël-Helyett | a 17'07"  |
| 7    | Michel Stolker      | Saint Raphaël-Helyett | a 17'57"  |
| 8    | Fernando Manzaneque | Licor 43              | a 18'13"  |
| 9    | Eddy Pauwels        | Wiel's-Groene Leeuw   | a 19'55"  |
| 10   | Albertus Geldermans | Saint Raphaël-Helyett | a 20'23"  |

### Classifica a punti
| Pos. | Corridore          | Squadra               | Punti |
| ---- | ------------------ | --------------------- | ----- |
| 1    | Rudi Altig         | Saint Raphaël-Helyett | 143   |
| 2    | Seamus Elliott     | Saint Raphaël-Helyett | 256   |
| 3    | José Pérez Francés | Ferrys                | 281   |

### Classifica scalatori
| Pos. | Corridore       | Squadra | Punti |
| ---- | --------------- | ------- | ----- |
| 1    | Antonio Karmany | KAS     | 59    |
| 2    | José Segú       | KAS     | 44    |
| 3    | Julio Jiménez   | Faema   | 42    |